# Distrikt San José (Pacasmayo)

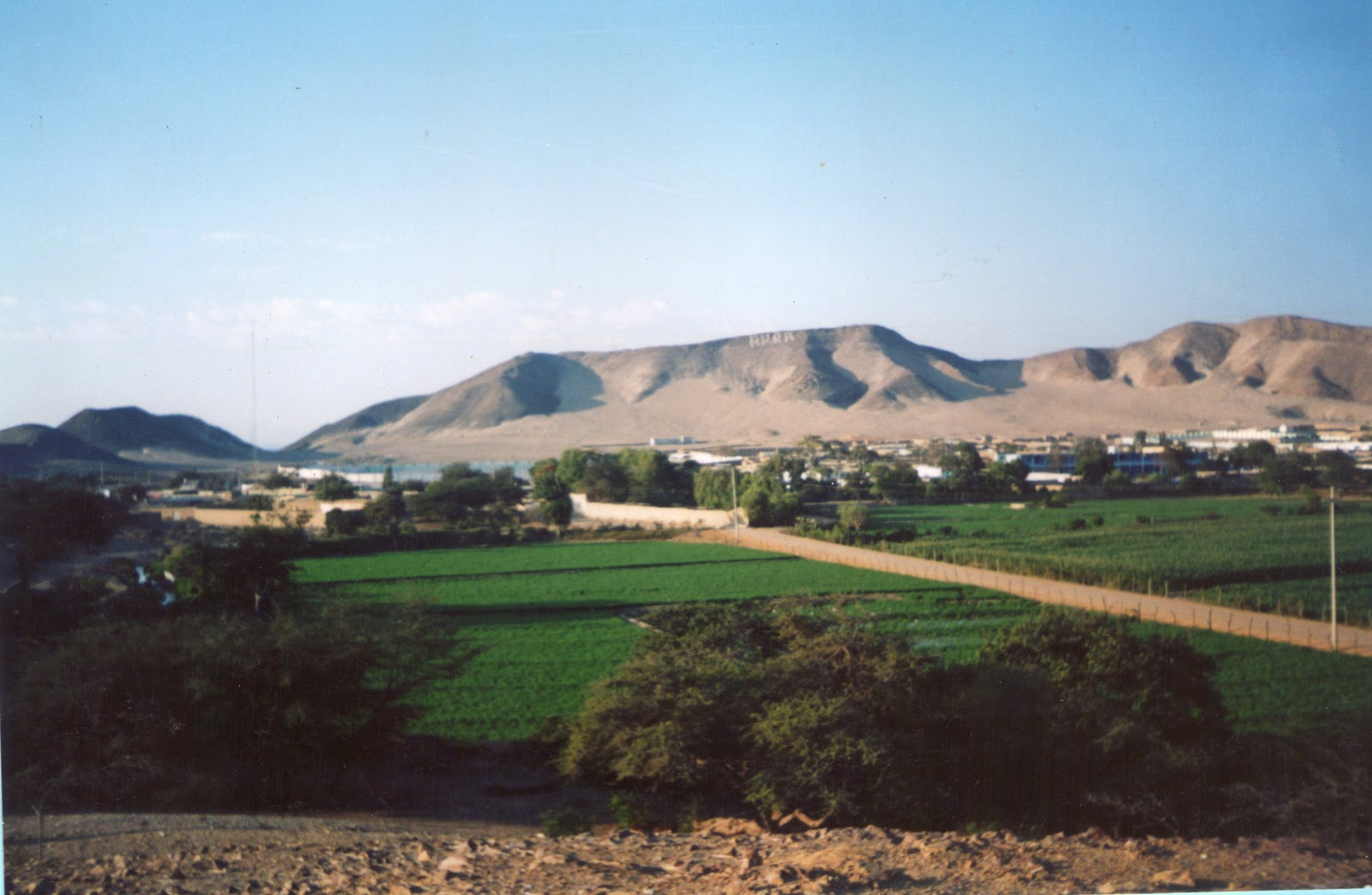
Landschaft

Der Distrikt San José liegt in der Provinz Pacasmayo in der Region La Libertad in Nordwest-Peru. Er besitzt eine Fläche von 39,36 km². Beim Zensus 2017 wurden 11.948 Einwohner gezählt. Im Jahr 1993 lag die Einwohnerzahl bei 9958, im Jahr 2007 bei 11.414. Der Distrikt wurde am 21. Juni 1825 gegründet. Verwaltungssitz ist die Kleinstadt San José de Pacasmayo.

## Geographische Lage
Der Distrikt San José liegt am südlichen Flussufer des Río Jequetepeque etwa 13 km von der Pazifikküste entfernt. Die maximale Längsausdehnung in Ost-West-Richtung beträgt 35 km. Im äußersten Osten erheben sich die Ausläufer der peruanischen Westkordillere mit Höhen von bis zu 1800 m. Im Südosten des Distrikts herrscht Wüstenvegetation. Entlang des Río Jequetepeque wird bewässerte Landwirtschaft betrieben.
Der Distrikt San José grenzt im Westen an die Distrikte Pacasmayo und Jequetepeque, im Norden an den Distrikt Guadalupe, im Nordosten an den Distrikt Yonán (Provinz Contumazá in der Region Cajamarca) sowie im Süden an den Distrikt San Pedro de Lloc.